# Гномоническая проекция

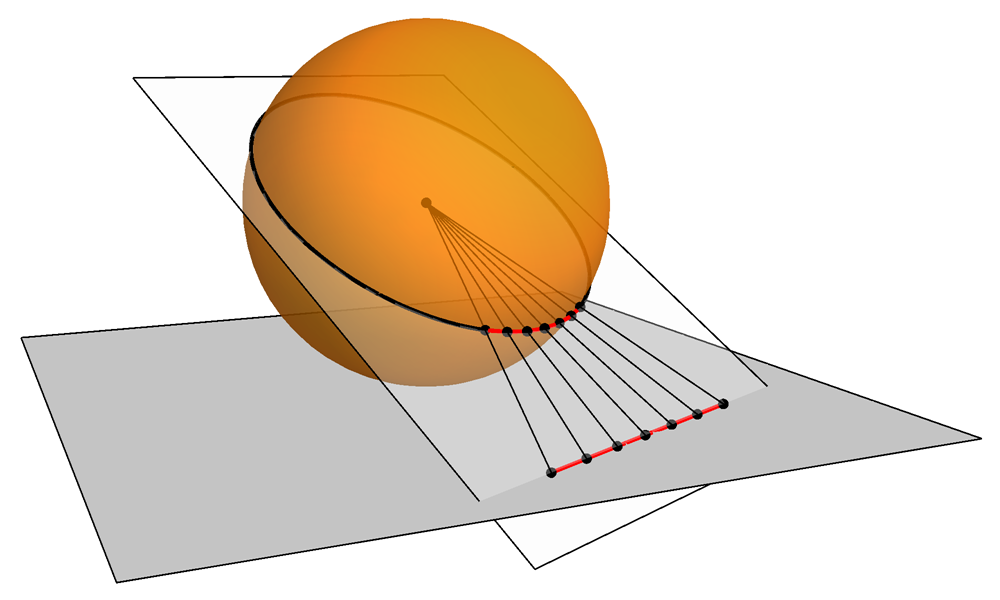
Гномоническая проекция

Гномоническая проекция — один из видов картографических проекций. Получается проектированием точек сферы из центра сферы на плоскость. Название этой проекции связано с гномоном — вертикальным столбиком простейших солнечных часов.
Важное отличительное свойство гномонической проекции состоит в том, что в ней все большие круги сферы изображаются прямыми линиями плоскости. Поэтому гномоническая проекция применяется там, где приходится работать с изображениями больших кругов, а заметные искажения формы и размеров областей не столь существенны. В астрономии она (точнее, её специальный тип — сетка Лоренцони, в которой плоскость, на которую проецируется изображение — касательная к небесной сфере в точке со склонением 45 градусов) используется при наблюдении за метеорами, в навигации — для построения пеленгов радиоисточников, в сейсмологии — для изображения направления распространения сейсмических волн.

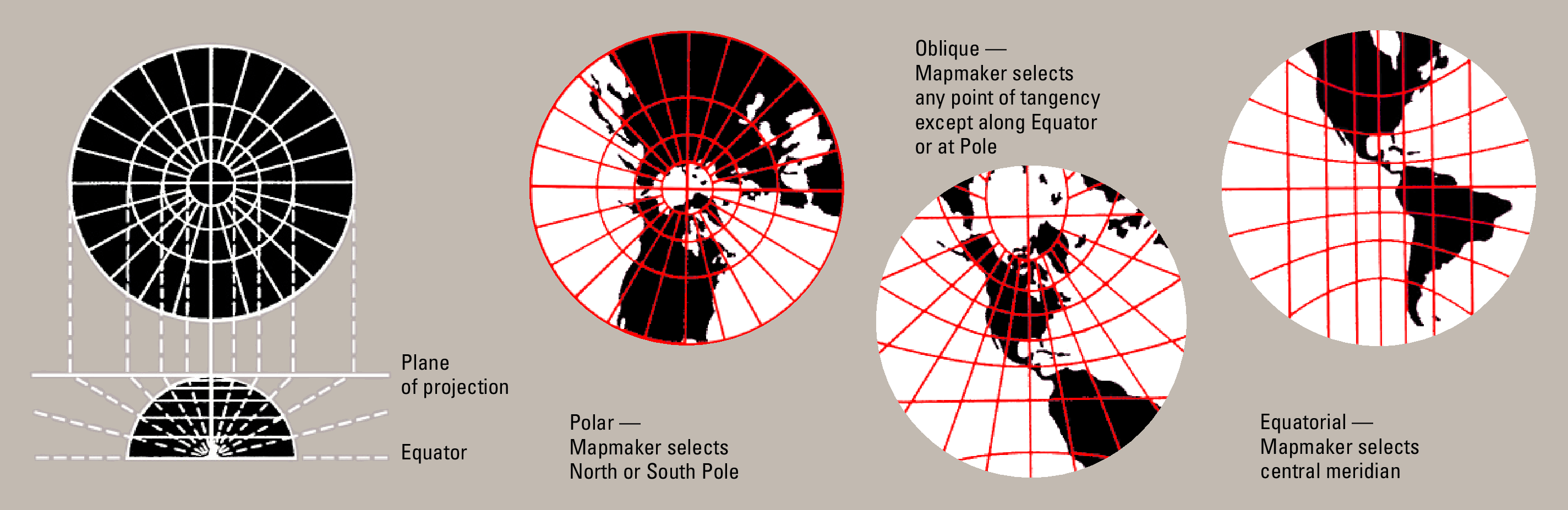
Гномонические проекции: нормальная, косая и экваториальная

В зависимости от положения центральной точки карты гномоническая проекция может быть:
- нормальной (полярной) — если центральная точка совмещена с географическим полюсом,
- экваториальной (поперечной) — если центральная точка расположена на экваторе,
- косой — если центральная точка расположена в некоторой промежуточной широте.

При обработке панорамных фотографий гномоническую проекцию называют «прямолинейной». Изображение, даваемое камерой-обскурой или ортоскопическим объективом, соответствует гномонической проекции.